# Chris Singleton
Christopher Carl Singleton jr., detto Chris (Canton, 21 novembre 1989), è un cestista statunitense.

## Statistiche

### College
| Anno      | Squadra             | PG | PT | MP   | TC%  | 3P%  | TL%  | RP  | AP  | PRP | SP  | PP   |
| --------- | ------------------- | -- | -- | ---- | ---- | ---- | ---- | --- | --- | --- | --- | ---- |
| 2008-2009 | Fl. State Seminoles | 35 | 34 | 26,9 | 40,9 | 33,3 | 61,1 | 4,9 | 1,1 | 1,5 | 1,3 | 8,1  |
| 2009-2010 | Fl. State Seminoles | 32 | 32 | 31,4 | 41,2 | 29,7 | 49,6 | 7,0 | 2,2 | 2,2 | 1,5 | 10,2 |
| 2010-2011 | Fl. State Seminoles | 28 | 25 | 29,1 | 43,4 | 36,8 | 66,7 | 6,8 | 1,2 | 2,0 | 1,5 | 13,1 |
| Carriera  | Carriera            | 95 | 91 | 29,1 | 41,9 | 33,0 | 59,2 | 6,2 | 1,5 | 1,9 | 1,4 | 10,3 |

### NBA

#### Regular Season
| Anno      | Squadra       | PG  | PT | MP   | TC%  | 3P%  | TL%  | RP  | AP  | PRP | SP  | PP  |
| --------- | ------------- | --- | -- | ---- | ---- | ---- | ---- | --- | --- | --- | --- | --- |
| 2011-2012 | Wash. Wizards | 66  | 51 | 21,7 | 37,2 | 34,6 | 68,2 | 3,5 | 0,7 | 1,1 | 0,5 | 4,6 |
| 2012-2013 | Wash. Wizards | 57  | 11 | 16,2 | 38,2 | 19,4 | 57,1 | 3,2 | 0,6 | 0,7 | 0,4 | 4,1 |
| 2013-2014 | Wash. Wizards | 25  | 0  | 10,0 | 37,3 | 36,8 | 72,0 | 2,2 | 0,2 | 0,4 | 0,1 | 3,0 |
| Carriera  | Carriera      | 148 | 62 | 17,6 | 37,6 | 31,9 | 63,3 | 3,2 | 0,6 | 0,8 | 0,4 | 4,1 |

### Eurolega
| Anno       | Squadra          | PG  | PT  | MP   | TC%  | 3P%  | TL%  | RP  | AP  | PRP | SP  | PP   |
| ---------- | ---------------- | --- | --- | ---- | ---- | ---- | ---- | --- | --- | --- | --- | ---- |
| 2015-2016  | Lokomotiv Kuban' | 31  | 6   | 21,7 | 41,5 | 31,6 | 73,0 | 4,5 | 1,0 | 1,2 | 0,6 | 8,4  |
| 2016-2017  | Panathīnaïkos    | 33  | 29  | 28,2 | 49,6 | 43,6 | 74,8 | 5,9 | 1,2 | 1,2 | 1,0 | 12,0 |
| 2017-2018  | Panathīnaïkos    | 34  | 34  | 30,2 | 43,5 | 46,1 | 73,2 | 5,8 | 1,1 | 1,0 | 0,7 | 10,3 |
| 2018-2019  | Barcellona       | 35  | 34  | 25,0 | 37,4 | 39,5 | 77,4 | 4,4 | 0,9 | 1,1 | 0,5 | 8,0  |
| 2019-2020  | Anadolu Efes     | 28  | 22  | 25,7 | 41,8 | 45,1 | 87,3 | 4,4 | 1,0 | 1,2 | 0,4 | 7,8  |
| 2020-2021† | Anadolu Efes     | 41  | 19  | 22,0 | 43,6 | 39,6 | 81,3 | 3,8 | 0,6 | 0,7 | 0,5 | 6,1  |
| 2021-2022† | Anadolu Efes     | 36  | 13  | 17,5 | 35,1 | 22,7 | 82,1 | 2,8 | 0,4 | 0,8 | 0,2 | 3,9  |
| 2022-2023  | Anadolu Efes     | 13  | 8   | 15,1 | 42,9 | 37,5 | 62,5 | 1,8 | 0,7 | 0,5 | 0,1 | 2,7  |
| Carriera   | Carriera         | 251 | 165 | 23,7 | 42,3 | 39,5 | 77,0 | 4,3 | 0,8 | 1,0 | 0,5 | 7,7  |

## Palmarès

### Club

#### Competizioni nazionali
- Campionato greco: 2

Panathinaikos: 2016-17, 2017-18
- Campionato turco: 2

Anadolu Efes: 2020-21, 2022-23
- Coppa di Grecia: 1

Panathinaikos: 2016-17
- Copa del Rey: 1

Barcellona: 2019
- Coppa di Turchia: 1

Anadolu Efes: 2022
- Coppa del Presidente: 1

Anadolu Efes: 2019
- Qatari Basketball League: 1

Al-Arabi Doha: 2023-24

#### Competizioni internazionali
- Eurolega: 2

Anadolu Efes: 2020-21, 2021-22

### Individuale
- McDonald's All-American Game (2008)